# Australian Ballet
L'Australian Ballet est la plus grande compagnie nationale de danse australienne. L’Australian Ballet est aujourd’hui considérée comme l’une des compagnies de ballet les plus prestigieuses au monde. 
Elle a été fondée en 1962 par J. C. Williamson Theatres Ltd. et par l’Australian Elizabethan Theatre Trust sous la direction artistique de la danseuse, professeur, chorégraphe et directrice anglaise Dame Peggy van Praagh, également fondatrice de cette compagnie. 

## Historique
L'Australian Ballet a pris racine auprès de la compagnie de ballet Borovansky fondée en 1940 par le danseur tchèque Edouard Borovansky. Edouard Borovansky a fait partie de la tournée de la compagnie de ballet créée par la ballerine russe Anna Pavlova et, après avoir visité l’Australie lors d’une tournée avec le Ballet russe Covent Garden, E. Borovansky prit la décision de s’y installer et créa une école de danse classique à Melbourne en 1939. Cette école de danse a donné naissance au Ballet Borovansky principalement composée de danseurs professionnels. La compagnie a été subventionnée et fondée par J. C. Williamson Theatres Ldt en 1944. Après la mort de Borovansky en 1959, Dame Peggy van Praagh, danseuse et directrice anglaise, est devenue directrice artistique de la nouvelle compagnie. En 1961, le ballet Borovansky a été dissous à la suite de la décision J. C. Williamson.
En 1961, J. C. Williamson Theatres Ltd et l’Australian Elizabethan Theatre Trus ont reçu des subventions de l'État en vue de fonder une nouvelle compagnie nationale de ballet. Ces organismes ont créé l’Association Australienne de Ballet pour soutenir la création d’une nouvelle compagnie qui, en 1962, est devenue l'Australian Ballet. Peggy van Praagh, qui a travaillé pour J. C. Williamson Theatres Ltd, un an entre la dissolution du ballet Borovansky et la création de la compagnie de ballet australienne, est devenue la fondatrice et directrice artistique de cette compagnie. La majorité des danseurs faisant partie de cette compagnie inexpérimentée a été formée par d’anciens membres du ballet Borovansky. L'Australian Ballet a donné sa toute première représentation au Théâtre Her Majesty à Sydney. Les premiers danseurs étoiles qui ont fait partie de cette compagnie étaient Kathleen Gorham, Marily Jones et Garth Welch. Van Praagh a également demandé que Ray Powell du Ballet Royal en devienne le premier Maître de Ballet et Leon Kellaway, ancien danseur du ballet russe Covent Garden et frère de Cecil Kellaway, le premier professeur de ballet. En 1967, van Praagh fonda l'École de ballet australienne dont le but principal était de former et de préparer les danseurs à intégrer la compagnie. Cette école est encore à ce jour en partenariat avec la compagnie.

## Aujourd'hui
La compagnie est maintenant basée à Melbourne et part régulièrement en tournée dans les plus grandes villes d'Australie, dont un très long séjour à Melbourne au State Theatre (accompagnée par l'Orchestre Victoria) et à l'Opera de Sydney. Pendant une semaine et une fois tous les deux ans, l'Australian Ballet fait une représentation au Théâtre Lyric du Centre des Arts Queensland à Brisbane et une fois par an Centre Festival d'Adelaide à Adelaide. Elle ne part en tournée à l'étranger qu'occasionnellement et donne une représentation chaque année dans un amphithéâtre en plein air sur l'île Hamilton.
L'Australian Ballet collabore étroitement avec l'école de ballet australienne où de nombreux danseurs membres de la compagnie ont été diplômés. Cette compagnie est la plus demandée dans le monde, elle compte à son actif environ 200 représentations par an. Grâce à son large répertoire comprenant les principales œuvres classiques et patrimoniales, ainsi que les productions contemporaines, la compagnie a suivi sa vision artistique de « Soyez être traditionnel, Osez la différence ». Elle propose également un important programme de formation, dirigé par Colin Peasley, ancien danseur étoile de cette troupe, pour inspirer et sensibiliser davantage son public. 
Les ventes aux box-offices réalisées auprès d'un public fidèle constituent les sources de revenu de la compagnie. L'Australian Ballet a également reçu des subventions du gouvernement australien, du gouvernement de la Victoria et de la Nouvelle-Galles du Sud, de promoteurs du secteur privé, de dons anonymes et de legs.
Le directeur artistique actuel de la compagnie, David McAllister (en), a été danseur étoile jusqu'en 2011 et est précédé de Ross Stretton (1996-2001) ; Maina Gielgud (1983-1996) ; Marilyn Jones (1979-1982) ; Anne Woolliams (1976-1977) ; Sir Robert Helpmann (1965-1976) et Dame Peggy van Praagh (1962-1974; 1978).
Valerie Wilder est la dernière à avoir été nommée en tant que directrice exécutive, succédant à Richard Evans.
Tous ces directeurs artistiques ont fait de ce ballet la compagnie de danse classique la plus appréciée dans le monde. De plus, son répertoire actuel est créé par des chorégraphes australiens (Stephen Baynes, Stanton Welch, Graeme Murphy et Natalie Weir) et grands chorégraphes reconnus mondialement (Jiří Kylián, Nacho Duato, Glen Tetley, Maurice Béjart, Jerome Robbins, George Balanchine, Twyla Tharp, John Cranko, William Forsythe, James Kudelka, Christopher Wheeldon et Kenneth MacMillan). 

## Répertoire

### Don Quichotte
En 1973, l'Australian Ballet a sorti une version du conte Don Quichotte en film, avec Rudolf Nureyev dans le rôle de Basilio, Lucette Aldous dans celui de Kitri, Sir Robert Helpmann dans le rôle principal accompagné de quelques danseurs de l'Australian Ballet. La musique a été composée par Ludwig Minkus. La mise en scène et la création des costumes ont été confiées à Barry Kay. Le nouveau directeur artistique Ross Stretton a été chargé de la mise en scène du Ballet Royal.

### La Veuve joyeuse
Le ballet La veuve joyeuse, dont la musique fut composée par Franz Lehar, a été créé par Sir Robert Helpmann et chorégraphié par Ronald Hynd. Desmond Healey était le décorateur. L'operette a été adapté par John Lanchbery (alors directeur musical de l'Australian Ballet) et son collègue Alan Abbot. La première a eu lieu le 13 novembre 1975 au Théâtre Palais de Melbourne.
En 1976, Dame Margot Fonteyn, qui a joué dans l'Australian Ballet en tant qu’invité, a eu le rôle principal d'Hanna Glawari.
Du 23 juin au 4 juillet 2011 à Melbourne et du 10 au 28 novembre, la compagnie a fait renaître le ballet à Melbourne, une semaine durant au bout de laquelle le danseur étoile, Kirsty Martin, a fait ses adieux. Le 26 novembre, le danseur étoile Robert Curran a également annoncer son départ.

## Composition
- Danseurs étoile : Olivia Bell, Adam Bull, Lucinda Dunn
- Danseurs confirmés : Juliet Burnett, Amy Harris, Rudy Hawkes
- Solistes : Brett Chynoweth, Ben Davis, Matthew Donnelly
- Coryphées : Dimity Azoury, Kismet Bourne, Natalie Fincher
- Corps de Ballet : Benedicte Bemet, Joseph Chapman, Imogen Chapma

Retrouvez la liste complète sur www.australianballet.com.au

## Oscar Telstra des danseurs de ballet
La remise d'oscar Telstra des danseurs de ballet a lieu une fois par an depuis 2003 et a pour objectif de soutenir les aspirations de l’élite des jeunes danseurs de l’Australian Ballet. Cet Oscar est le prix le plus prestigieux décerné exclusivement aux danseurs en Australie accompagnée d’un chèque d’une hauteur de 20 000 $ au gagnant. Le Telstra People’s Choice Award est décerné au danseur le plus populaire faisant partie des nommés et est élu par internet ou SMS. Le gagnant de ce prix reçoit un chèque de 5 000 $.
Pour la première fois depuis l’inauguration de la cérémonie de ces Oscars, les juges n’ont pas été en mesure d’élire entre deux danseurs pour le prestigieux oscar de 2010 et ces deux nommées ont reçu chacun un chèque d’une valeur de 20 000 $. Les gagnants étaient Ty King-Wall et Dana Stephensen. Amy Harris a gagné le People’s Choice Award pour la deuxième fois (on lui a également décerné le prix en 2008).
En 2011, Chengwu Guo est devenu le premier danseur homme à avoir décroché le principal Oscar et le People’s Choice.
En 2012, Amy Harris, nommée une troisième fois, a remporté le principal oscar.

## Nomination au Green Room Award 2012
L’Australian Ballet est nommée pour la 7e remise des Oscars Green Room de 2012 et faisait partie de la liste des nommés publiée le 19 février 2013 par la Fondation Green Room Awards. Un programme triple révélant de la danse populaire est devenu populaire et a été nommé dans plusieurs catégories.
La soliste Vivienne Wong est nommée dans la catégorie Danseuse pour sa prestation dans Warumuk – dans la nuit obscure du programme triple ''Infinity''. Le danseur étoile Andrew Killian est nommé dans la catégorie Danseur pour ses prestations. Le danseur invité James O’Hara est également nommé pour l’oscar de la catégorie Danseur pour sa prestation dans Il est evident que le Prince soit impliqué (Infinity).
Brett Dean est nommé dans la catégorie Son et Musique pour The Narrative of Nothing ; et la compagnie a également été nommée dans la catégorie Concept et Réalisation pour There’s Definitely a Prince Involved.
Cette année, la cérémonie des Oscars aura lieu le lundi 6 mai au Théâtre Comédie de Melbourne. Consultez le site internet de Green Room Awards Association pour voir la liste complète des nommés. 

## Blog du ballet (Behind ballet)
Retrouvez le blog de l’Australian Ballet Behind Ballet sur http://www.behindballet.com.